# Kilian von Schleinitz
Kilian von Schleinitz (Schönau am Königssee, 25 juli 1994) is een Duits skeletonracer.

## Carrière
von Schleinitz maakte zijn wereldbekerdebuut in het seizoen 2014/15 waar hij 13e werd, het seizoen erop werd hij 27e. Na twee seizoenen van afwezigheid keerde hij voor het seizoen 2018/19 terug naar de wereldbeker en werd 22e.
Wat niet lukte in de wereldbeker lukte wel op de wereldkampioenschappen in 2015 werd hij negende en in 2016 deed hij nog beter met een zevende plaats.

## Resultaten

### Wereldkampioenschappen
| Jaar | Plaats     | Resultaat                          |
| ---- | ---------- | ---------------------------------- |
| 2015 | Winterberg | 9e Individueel                     |
| 2016 | Igls       | 7e Individueel 12e Landenwedstrijd |

### Wereldbeker
Eindklasseringen
| Seizoen   | Rang |
| --------- | ---- |
| 2014/2015 | 13e  |
| 2015/2016 | 27e  |
| 2016/2017 | /    |
| 2017/2018 | /    |
| 2018/2019 | 22e  |
| 2019/2020 | /    |
| 2020/2021 | 38e  |